# Дедово (Грязовецкий район)
Дедово — деревня в Грязовецком районе Вологодской области России.
Входит в состав Перцевского муниципального образования, с точки зрения административно-территориального деления — в Перцевский сельсовет.
Расстояние по автодороге до районного центра Грязовца — 4 км, до центра муниципального образования Слободы — 14 км.
По данным переписи в 2002 году постоянного населения не было.